# Молодов, Геннадий Викторович
Геннадий Викторович Молодов (12 сентября 1957 года, Калуга) — советский футболист, российский тренер.
Выступал за ФК «Заря» Калуга. В 1995 году основал ДФК «Сириус», где стал главным тренером и президентом. Самый известный воспитанник — игрок сборной Армении Сергей Авагимян. За время существования команда выигрывала и становилась призёром многих российских и международных соревнований.
Геннадий Молодов тренировал ЖФК «Калужанка» и эстонский клуб «Нарва-Транс». Вместе с ним он занимал четвёртое место в Мейстрилиге и дошёл до 1/4 финала Кубка Эстонии.